# Eclissi solare del 2 dicembre 1956
L'Eclissi solare del 2 dicembre 1956 è stato un evento astronomico che ha avuto luogo il suddetto giorno attorno alle ore 08:00 UTC. Tale evento ha avuto luogo nella maggior parte dell'Eurasia e in alcune aree circostanti. L'eclissi del 2 dicembre 1956 divenne la seconda eclissi solare nel 1956 e la 131ª nel XX secolo. La precedente eclissi solare si è verificata l'8 giugno 1956, la seguente il 30 aprile 1957.
Il giorno della luna nuova (novilunio), la differenza tra le distanze apparenti di luna e sole osservate sulla terra è estremamente piccola. In tale momento, se la luna si trova in prossimità del nodo lunare, cioè uno dei due punti in cui la sua orbita interseca l'eclittica, si verifica un'eclissi solare. Quando vi è assenza di ombra e la penombra raggiunge parte dell'estremità settentrionale o meridionale della terra, si verifica un'eclissi solare parziale, che si verifica quindi presso le regioni polari della Terra. 

## Percorso e visibilità
Questa eclissi solare parziale era visibile nella maggior parte del continente europeo eccetto le coste dell'Oceano Atlantico e Artico  la metà nord orientale del Nord Africa, in Asia occidentale escluso il confine sud-ovest della penisola arabica, in Asia meridionale tranne il sud e in Cina escluse le coste a nord est e a sud est. Inoltre poteva essere visibile nella maggior parte della Mongolia, nella metà settentrionale del Myanmar, in Asia centrale e al sud ovest della Siberia.

## Eclissi correlate

### Eclissi solari 1953 - 1956
Questa eclissi è un membro di una serie semestrale. Un'eclissi in una serie semestrale di eclissi solari si ripete approssimativamente ogni 177 giorni e 4 ore (un semestre) in nodi alternati dell'orbita della Luna.